# Токарево (Кичменгско-Городецкий район)
Токарево — деревня в Кичменгско-Городецком районе Вологодской области.
Входит в состав Городецкого сельского поселения (с 1 января 2006 года по 1 апреля 2013 года входила в Захаровское сельское поселение), с точки зрения административно-территориального деления — в Захаровский сельсовет.
Расстояние до районного центра Кичменгского Городка по автодороге составляет 19 км. Ближайшие населённые пункты — Жевнино, Григорово, Куфтино, Бяково, Кичменьга, Клепиково, Захарово.
Население по данным переписи 2002 года — 68 человек (32 мужчины, 36 женщин). Преобладающая национальность — русские (99 %).